# Aker Solutions
Aker Solutions este un grup industrial diversificat din Norvegia.
Grupul a fost format în anul 2001, prin fuziunea companiilor Aker Maritime și Kvaerner Oil & Gas și s-a numit Aker Kvaerner până în anul 2008.
Grupul norvegian are activități foarte diverse, de la construcția de platforme petroliere gigant, până la construcția de nave în șantiere navale în Finlanda, Germania și Statele Unite.
Compania Kvaerner a deținut în România, din anul 1998, pachete majoritare de acțiuni la societățile IMGB și FECNE, ambele din București.